# Burke (South Dakota)
Burke is een plaats (city) in de Amerikaanse staat South Dakota, en valt bestuurlijk gezien onder Gregory County.

## Demografie
Bij de volkstelling in 2000 werd het aantal inwoners vastgesteld op 676.
In 2006 is het aantal inwoners door het United States Census Bureau geschat op 600, een daling van 76 (-11,2%).

## Geografie
Volgens het United States Census Bureau beslaat de plaats een oppervlakte van
1,4 km², geheel bestaande uit land. Burke ligt op ongeveer 669 m boven zeeniveau.

## Plaatsen in de nabije omgeving
De onderstaande figuur toont nabijgelegen plaatsen in een straal van 32 km rond Burke.